# Oecetis symoensi
Oecetis symoensi är en nattsländeart som beskrevs av G. Marlier 1981. Oecetis symoensi ingår i släktet Oecetis och familjen långhornssländor. Inga underarter finns listade i Catalogue of Life.